# 15 Minut Projekt
15 Minut Projekt – polski zespół wykonujący szeroko pojętą muzykę elektroniczną z wpływami jazzu. Formacja powstała w 2000 roku z inicjatywy perkusisty Jana Młynarskiego i klawiszowca Michała Króla.
Debiutancki album formacji pt. 15 minut projekt ukazał się 5 czerwca 2003 roku nakładem wytwórni muzycznej Kayax. Płyta dotarła do 43. miejsca zestawienia OLiS. Gościnnie w nagraniach wzięli udział m.in. Ania Szarmach, Sokół, Novika i Kayah. Pewną popularność zyskał pochodzący z płyty utwór „Najdłuższy chillout w mieście”. Piosenka dotarła do 39. i 49. miejsca, odpowiednio Szczecińskiej Listy Przebojów i Listy Przebojów Programu Trzeciego Polskiego Radia.
Również w 2003 roku zespół otrzymał nominację do nagrody polskiego przemysłu fonograficznego Fryderyka w kategorii nowa twarz fonografii. 23 maja 2005 roku ukazał się koncertowy album duetu pt. Live in Punkt. Materiał został zarejestrowany w warszawskim klubie „Punkt”.
Po 2006 roku projekt został zarzucony.

## Dyskografia
| 2003                           | 15 minut projekt - Data: 5 czerwca 2003 - Wydawca: Kayax/Pomaton EMI | 43 |
| 2005                           | Live in Punkt - Data: 23 maja 2005 - Wydawca: Kayax/Pomaton EMI      | –  |
| „–” pozycja nie była notowana. |                                                                      |    |

| Rok  | Tytuł                                                       | Pozycja na liście | Pozycja na liście |
| Rok  | Tytuł                                                       | SLiP              | LP3               |
| ---- | ----------------------------------------------------------- | ----------------- | ----------------- |
| 2003 | „Najdłuższy chillout w mieście” (oraz Sokół, Ania Szarmach) | 39                | 49                |

| Rok  | Tytuł  | Pozycja na liście |
| Rok  | Tytuł  | LP3               |
| ---- | ------ | ----------------- |
| 2003 | „Soca” | 49                |